# Daniel Zielinski
Daniel Zielinski (ur. 14 września 1982 r. w Ganiya) – duński wioślarz.

## Osiągnięcia
- Mistrzostwa Świata Juniorów – Płowdiw 1999 – czwórka podwójna – 6. miejsce[1].
- Mistrzostwa Europy – Montemor-o-Velho 2010 – ósemka wagi lekkiej – 2. miejsce[1].